# Plus ultra
 Plus ultra лат. (изговор: Још даље). (Карло V)

## Поријекло изреке
Ово је једна од девиза немачког цара  Карла V у првој половини 16 вијека.

## Значење
Карло V је био последњи њемачки цар који је гајио средњовековни сан о универзалној монархији, царству - још више, » још даље» , преко свих граница. Глобално царство. 

## Девиза „ништа даље“ је преживела до нашег времена
Ова девиза је остала мото и у данашњем свијету.
Напримјер, актуелизована је у имену шпанске авио компаније,  дугих релација : Плус Ултра Линеас Аереас СА  са седиштем на аеродрому Адолфо Суарез Мадрид - Барајас .